# Valence-Rhône-Alpes-Sud TGV

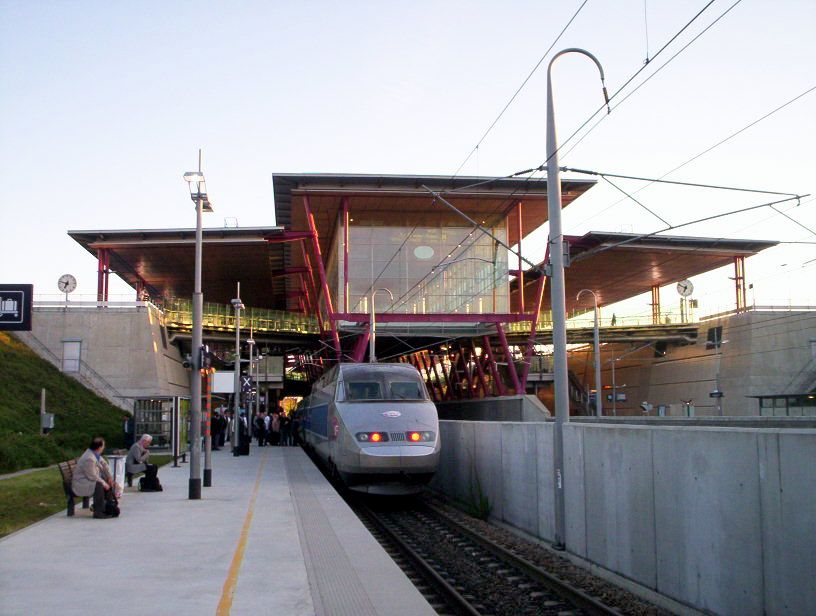
Pociąg TGV przy peronie dworca

Valence-Rhône-Alpes-Sud TGV, często skracane do Valence TGV – dworzec kolejowy przeznaczony dla pociągów TGV, zbudowany kilka kilometrów na północny wschód od miasta Valence, na linii LGV Rhône-Alpes.
Dworzec posiada 4 tory, przeznaczone dla pociągów TGV, z czego dwa środkowe są odizolowane od pozostałej części dworca i pozwalają pociągom TGV na przejazd z pełną prędkością 300 km/h a pozostałe 2 są położone przy dwóch peronach, umieszczonych na zewnątrz torów przelotowych. Ponadto istnieją dwa perony, między którymi umieszczone są dwa tory linii kolejowej Valence – Grenoble, zapewniające połączenie z klasyczną siecią kolejową. Tory i perony te są umieszczone na wiadukcie, przecinającym prawie prostopadle tory LGV, po północnej stronie dworca.